# Guillaume de La Baume d'Illens
Guillaume de Labeaume (né après 1424 et mort en août 1490), seigneur d'Illens, est un homme d'État et diplomate bourguignon (comté de Bourgogne).

## Biographie
Né après 1424, Guillaume de la Baume est le troisième fils de Pierre de La Baume, seigneur du Mont-Saint-Sorlin, et d'Alix de Lurieux, faisant ainsi de lui, le petit-fils du maréchal de France, Jean de La Baume,,,.
Il détient les titres et les charges de seigneur d'Irlain (Illens), du Mont-Saint-Sorlin, d'Attalens, Marboz, Avilly, Montriboud, de chambellan et conseiller ordinaire de Charles le Téméraire et plus tard du roi de France,Charles VIII,,,.
En 1464, Guillaume accompagne Philippe de Savoie, comte de Beaujeu, seigneur de Bresse, lors d'un voyage en France. Avec l'aide de Guillaume de Rochefort, Guillaume fut chargé de négocier au nom de Charles le Téméraire, avec Sigismond du Tyrol afin d'obtenir de lui le Comté de Ferrette, le Landgraviat de Haute-Alsace ainsi que les « quatre villes du Rhin ». Ces négociations se révèle être un succès et en 1469, Guillaume et d'autres fidèles du duc-comte de Bourgogne prirent possession de ces territoires au nom dudit duc,.
En 1470 et 1471, il est gouverneur de la Bresse, au service du duc Philippe de Savoie,,.
Par une charte donnée à Bruxelles le 26 mars 1472, Charles le Téméraire nomme Guillaume de La Baume en tant que chevalier d'honneur dans la suite de son épouse Marguerite d'York, remplaçant alors Pierre de Bauffremont, comte de Charny. Il fut envoyé en Allemagne par le Téméraire, auprès d'Adrien de Rubempré, afin d'empêcher le duc Sigismond d'Autriche de s'allier avec les adversaires des Bourguignons,.
En 1473, il participe à la cérémonie de transfert de la dépouille de Philippe III le Bon à la chartreuse de Champmol et porte le pennon. Pour ses bons services, il reçut une pension de 720 livres de rente, provenant des revenus des salines de Salins-les-Bains ; le paiement fut confirmé par Marie de Bourgogne, à Malines, le 28 juin 1477,.
La même année, il accompagne Maximilien de Habsbourg à Gand pour son mariage avec la duchesse. Il fut l'un des dirigeants du soulèvement anti-français de 1477-1480 en Comté de Bourgogne (Franche-Comté). Louis Gollut le mentionne comme faisant partie du parti des grands seigneurs qui soutenaient la fille de Charles le Téméraire,,,,.
Guillaume est fait chevalier de l'Ordre de la Toison d'Or, le 26 mai 1481, au chapitre de Bois-le-Duc, par Maximilien de Habsbourg.
Le 14 janvier 1482, selon Samuel Guichenon, il fut nommé gouverneur des deux Bourgognes, approuvé par des lettres d'octroi délivrées par Marguerite d'York, veuve de Charles le Téméraire,,.
La même année, il participe aux négociations de la paix d'Arras, aux termes desquelles il récupère, comme le prince d'Orange, le comte de Joigny et Claude de Toulongeon, les possessions qui lui ont été prises par les Français,.
Le 12 novembre 1483, Charles VIII, lors d'une réunion de courtisans à Beaugency, nomma Guillaume en tant que chambellan et conseiller ordinaire avec une pension de 12 mille livres par an.
Guillaume de La Baume décède en août 1490, plusieurs années après avoir rédigé un testament en faveur de son frère cadet Guy de La Baume.

## Famille
Guillaume épouse Henriette de Longwy, dame de Choix, fille de Jean de Longwy, seigneur de Raon, et Jeanne de Vienne, dame de Pagny,.
De ce mariage, il n'y a aucun enfant. Guillaume lègue alors ses biens à son frère cadet Guy de La Baume, seigneur de La Roche,,.